# Щипавка двокрапкова
Щипавка двокрапкова (Anechura bipunctata) — вид щипавок з родини справжніх щипавок (Forficulidae).

## Поширення
Двокрапкова щипавка поширена від Західної Європи до Сибіру, але має розрізнений ареал, що приурочений до гірських районів. Вид відомий у Кантабрійських горах на півночі Іспанії, у Піренеях, Альпах (тут особливо в прикордонній зоні між Італією та Францією та на території, що обмежена на заході річкою Рони у Франції, на сході до Австрії), Динарських горах між Хорватією та Албанією, Західних Карпатах в Словаччині, на Кавказі і на південь до південно-східної Туреччини та Ірану та від Центральної Азії, приблизно від Каспійського моря до озера Байкал на північ до Омської області та на південь до Киргизстану. 
Трапляється під камінням у гірській місцевості на висоті до 2400 м над рівнем моря. Деякі знахідки походять із луків і чагарників.

## Опис
Комаха завдовжки 12–21 мм, включаючи кліщі. Тіло переважно темного кольору, з червоно-коричневим або чорним основним кольором. Задня частина голови, ноги і принаймні проксимальна (близько до тіла) частина церків (щипців) мають світліший колір, від помаранчевого до червонувато-коричневого. Коліна ніг можуть бути темніші. На бокових краях темної переднеспинки є помаранчеві смуги. Переднеспинка ширша за довжину. Свою назву вид отримав від двох яскраво-помаранчевих плям на надкрилах. Позаду них також є помаранчеві плями на задніх крилах. Передні крила значно довші за переднеспинку. Церки самиць відносно прямі, загнуті до кінця і перехрещуються між собою. Церки самців загнуті знизу до кінчика. Вони помітно великі, подвійно вигнуті і мають кілька дрібних зубців на кінчику, що робить їх майже схожими на роги. Вусики мають 12 сегментів, за іншими відомостями 9—12 сегментів. Німфи мають темніший колір, ніж дорослі особини.